# Bitwa pod Drumclog
Bitwa pod Drumclog – starcie zbrojne, które miało miejsce 1 czerwca 1679 roku pomiędzy zgromadzonymi na konwentyklu prezbiterianami, a oddziałem dragonów pod wodzą John Graham of Claverhouse koło wioski Drumclog, w South Lanarkshire, Szkocja.

## Prezbiterianie i rebelianci
Wkrótce po restauracji monarchii i powrocie w roku 1660 Stuartów na tron Anglii i Szkocji zapadła decyzja o odtworzeniu episkopalnego Kościoła anglikańskiego, co nastąpić miało po ponad dwudziestu latach panowania prezbiteriańskiego Kościoła Szkocji. Opór przeciw takiej zmianie był szczególnie silny w hrabstwach południowo-zachodniej Szkocji: Ayrshire, Galloway i Lanarkshire, które były ośrodkiem szkockiego prezbiterianizmu, a także jego odmiany, w postaci skrajnie antyrojalistycznej partii wigów.  
Na przestrzeni lat coraz więcej i więcej mieszkańców tych terenów odchodziło od oficjalnego Kościoła i uczestniczyło w nielegalnych nabożeństwach, prowadzonych przez samozwańczych kaznodziejów, znanych jako konwentykle. Starając się zapobiegać temu, co władze uznawały za naruszanie porządku publicznego, zaczęto używać wojska. W roku 1666 mało znaczący incydent w Galloway doprowadził do wybuchu zbrojnego powstania, powstrzymanego u samych bram Edynburga w bitwie pod Rullion Green.  W dziesięć lat później podobne starcie pomiędzy żołnierzami a uczestnikami konwentyklu doprowadziło do największego zbrojnego powstania w całym okresie Restauracji.

## Drumclog
1 czerwca 1679 oddział dragonów pod dowództwem Johna Grahama of Claverhouse otrzymał doniesienie, że w pobliżu wzgórza Loudoun na wschód od Kilmarnock w Ayrshire zbierają się liczni prezbiterianie. rozpędzanie konwentykli należało do rutynowych działań oddziału; żołnierze nie spodziewali się większych kłopotów, gdy zbliżali się do szczytu wzgórza i niewielkiej wioski Drumclog. Tam, około 800 metrów na północ, znajdowali się wigowie Whigs, ustawieni raczej jak do bitwy niż zebrani na nabożeństwo. Terenem zbliżającego się starcia było błotniste torfowisko w cieniu wzgórza - miejsce, gdzie Robert I Bruce odniósł swe pierwsze poważne zwycięstwo nad Anglikami w roku 1307.  
Gdy dostrzeżono dragonów kobiety i dzieci zostały odesłane do tyłu, a zbrojni ruszyli na spotkanie. Pod dowództwem Sir Roberta Hamiltona było około 50 konnych i 200 pieszych wigów. Zaledwie kilku miało broń palną i białą; reszta uzbrojona była w domowej roboty piki, halabardy i widły.  John Balfour of Burleigh i David Hackston of Rathilet, którzy niedawno brali udział w zabójstwie Jamesa Sharpa, arcybiskupa St. Andrews, znajdowali się - jako oficerowie - wśród konnych, a piechotą dowodził William Cleland. Pozycja jaką zajęli była doskonała do obrony, chociaż raczej przez przypadek niż ze świadomego wyboru.  Pomiędzy nimi a dragonami znajdował się niewielki, na kilka metrów szeroki, płat trzęsawiska, teraz - w czerwcu - pokryty zieloną murawą. Wigowie wiedzieli o tym, że grzęzawisko nie jest w stanie utrzymać ciężaru konia, ale Claverhouse najwyraźniej nie miał o jego istnieniu pojęcia. Była to główna przyczyna jego przegranej.
Nie czekając na posiłki z Glasgow Claverhouse zdecydował się na atak. Przekonanie, że jego ludzie mają do czynienia z bandą źle wyszkolonych i mizernie uzbrojonych purytanów, zaważyło na jego decyzji. Wysłał w stronę grzęzawiska kilkudziesięciu strzelców, na co – z drugiej strony – wysunęła się podobna ilościowo grupa wigów pod Clelandem. Ci zbliżyli się na strzał z pistoletu do dragonów i – widząc, że żołnierze podnoszą muszkiety do ramienia - padli na ziemię, tracąc jednego tylko człowieka, po czym, nie chcąc ryzykować kolejnej salwy, cofnęli się w tył. Widząc to Claverhouse dał rozkaz do szarży.
W każdej innej sytuacji szarża kawalerii powinna doprowadzić do rozbicia formacji wigów, ale konni Claverhouse'a trafili na trzęsawisko. Konie pozapadały się po brzuchy strącając jeźdźców. Ten moment wykorzystali powstańcy, którzy z krzykiem rzucili się naprzód, wykorzystując przewagę swych pik i wideł nad rapierami zmieszanych dragonów, którzy – nie mogąc sformować szyku, zaczęli się cofać, a w końcu uciekać. Kilkudziesięciu zostało zabitych, a reszta – z Claverhouse'em na czele – spiesznie zawróciła do Glasgow.
Było to największe i jedyne zwycięstwo wigów w powstaniu, które zostało zdławione w trzy tygodnie później.